# 邓凯
邓凯（1959年12月—），辽宁盖县人，男，汉族，中华人民共和国政治人物。1984年7月参加工作，1986年4月加入中国共产党。吉林大学中文系汉语言文学专业毕业，研究生学历，经济学硕士。
历任共青团吉林省委研究室主任、省委副书记；中共吉林省委组织部秘书长、副部长，省委副秘书长兼办公厅副主任、主任，省委宣传部部长等职。2002年5月，任中共吉林省委常委。2004年12月，改兼任延边朝鲜族自治州委书记。
2011年4月，任中共河南省委常委、省委组织部部长。2011年10月，升任中共河南省委副书记。2012年11月，当选中国共产党第十八届中央委员会候补委员。
2017年2月，任中华全国总工会党组副书记。